# 鮎沢まこと
鮎沢 まこと（あゆざわ まこと、1925年 - 2018年2月9日）は、日本の漫画家。東京都出身。池上育ち。血液型はO型。長女は、フリーライターの相沢いく（相沢育子）。

## 作風
一コマ漫画を中心とする、カートゥーンのエキスパート。ナンセンスな笑いを得意とし、毒の効いた諷刺の中にも飄逸な味わいがある。
"漫画には国籍も国境もナシ"がモットー。自費出版多数。また囲碁を趣味とし、長年にわたり「週刊碁」に「ウロ烏鷺戯評」を連載。
2018年2月9日、心不全のため死去。

## 代表作
- マコトの古事記
- マコト節（自費出版）
- 吹けばとぶよな
- TWILIGHT HOSPITAL 院内感染笑候群

一コマ漫画家集団JAPUNCHの一員としての一連の著作

## 受賞歴
- 『吹けばとぶよな』で、第12回日本漫画家協会賞優秀賞（1983年）
- 『TWILIGHT HOSPITAL 院内感染笑候群』で、第39回日本漫画家協会賞大賞(2010年)
- 2012年、囲碁普及への功労で、第42回大倉喜七郎賞を受賞。

"JAPUNCH"の一員として
- 『VIVA, CHEF!』で、平成13年度（第5回）文化庁メディア芸術祭・マンガ部門（優秀賞）
- 『CIN CIN』で、平成14年度（第6回）文化庁メディア芸術祭・マンガ部門（審査委員会推薦作品）

## 所属団体
- 日本漫画家協会
- JAPUNCH
- 「私の八月十五日」の会